# Ħamrun
Ħamrun (maltsky Il-Ħamrun) je město v jižním regionu Malty. Obyvatelé jsou tradičně nazýváni Tas-Sikkina (doslovně 'ti, kteří nosí nůž').